# Kiesha Leggs
Kiesha Leggs (ur. 26 kwietnia 1990 w Stockton) – amerykańska siatkarka, grająca na pozycji środkowej. Od sezonu 2017/2018 występuje we francuskiej drużynie AS Saint-Raphaël VB.